# 経済的虐待
経済的虐待（けいざいてきぎゃくたい）は、人の財産を不当に処分したり侵奪したりして、経済的な境遇の面で人に苦痛を与える虐待。金銭的虐待（きんせんてきぎゃくたい）とも称する。法令上の定義の定まった用語ではなく、使用される文脈により多義的ということである。

## 法的解釈
人の財産を不当に占有する行為は横領罪となるが加害者が親族の場合親族相盗例が準用される。
高齢者虐待防止法では、養護者による高齢者虐待に当たるものとして、次の定めがある。
- 養護者又は高齢者の親族が当該高齢者の財産を不当に処分すること。